# Jean Carioca
Jean Agostinho da Silva (Duque de Caxias, Brasil, 1 de junio de 1988) es un futbolista brasileño. Juega de mediocampista y su equipo actual es el FK Kukësi de la Kategoria Superiore.

## Clubes
| Club             | País    | Año           | PJ | Goles |
| ---------------- | ------- | ------------- | -- | ----- |
| ABC              | Brasil  | 2008          |    |       |
| Botafogo         | Brasil  | 2009          | 9  | 1     |
| Ponte Preta      | Brasil  | 2009          | 9  | 2     |
| Figueirense      | Brasil  | 2010          | 8  | 1     |
| Skoda Xanthi     | Grecia  | 2010 - 2011   | 1  | 0     |
| ABC              | Brasil  | 2013          | 15 | 0     |
| XV de Piracicaba | Brasil  | 2014          | 4  | 0     |
| CSA              | Brasil  | 2014          | 4  | 0     |
| Treze            | Brasil  | 2014          | 2  | 0     |
| Tigres do Brasil | Brasil  | 2015          | 14 | 2     |
| FK Kukësi        | Albania | 2015-presente | 67 | 4     |